# Selma Selman
Selma Selman (Bihać, 1991) és una artista visual i performer bosnianoestatunidenca d'origen gitano; també és una activista cultural i social. Viu entre Bihać i Nova York.

## Trajectòria
Nasqué a Bihać i va créixer en un assentament romaní. Estudià pintura en l'Acadèmia de Belles Arts de Banja Luka. Participà en l'Acadèmia d'Estiu de Salzburg (amb Tania Bruguera com a mentora) i en el Programa de Preparació per a Graduats Roma a la Universitat Central Europea de Budapest. Té un màster en Belles arts: Art Transmèdia, Visual i Escènic per la Universitat de Siracusa.
Treballa amb una varietat de tècniques i mitjans clàssics i moderns, especialment amb pràctiques de recol·lecció i reciclatge dels gitanos, però també amb la destructivitat. Amb el seu art, qüestiona les posicions de gitanos, dones i emigrants en els processos de discriminació i emancipació.
Organitzà la seua primera exposició individual, "Jo existisc", en col·laboració amb la curadora Jasmina Tumbaš el 2016 a Búfal (estat de Nova York). Ha participat en festivals i ha guanyat diversos premis. Va fundar l'organització Marš o školu / Get the heck back to school, que atorga beques a joves gitanes i les ajuda a acabar l'educació primària. Selman és considerada l'artista jove més popular de Bihać, i de tot Bòsnia i Hercegovina, després de guanyar el Premi Zvono.